# International Crown
De International Crown is een tweejaarlijks golftoernooi voor vrouwen van de LPGA Tour. Het toernooi werd opgericht in 2014 en wordt om de twee jaar georganiseerd op verschillende locaties.
Het is een landencompetitie waar elk land vier nationale golfsters deelnemen aan dit evenement. De score wordt gebaseerd op puntensysteem. Elk gewonnen wedstrijd levert twee punten, een gelijkspel 1 punt en een verloren wedstrijd nul punten.

## Winnaressen
| Jaar | Golfbaan               | Plaats                 | Land   | Punten (W-V-G) | Info |
| ---- | ---------------------- | ---------------------- | ------ | -------------- | ---- |
| 2014 | Caves Valley Golf Club | Owings Mills, Maryland | Spanje | 15 (7-2-1)     |      |
| 2016 | Rich Harvest Farms     | Sugar Grove, Illinois  |        |                |      |